# Bahnhofstraße 14 (Grebenstein)

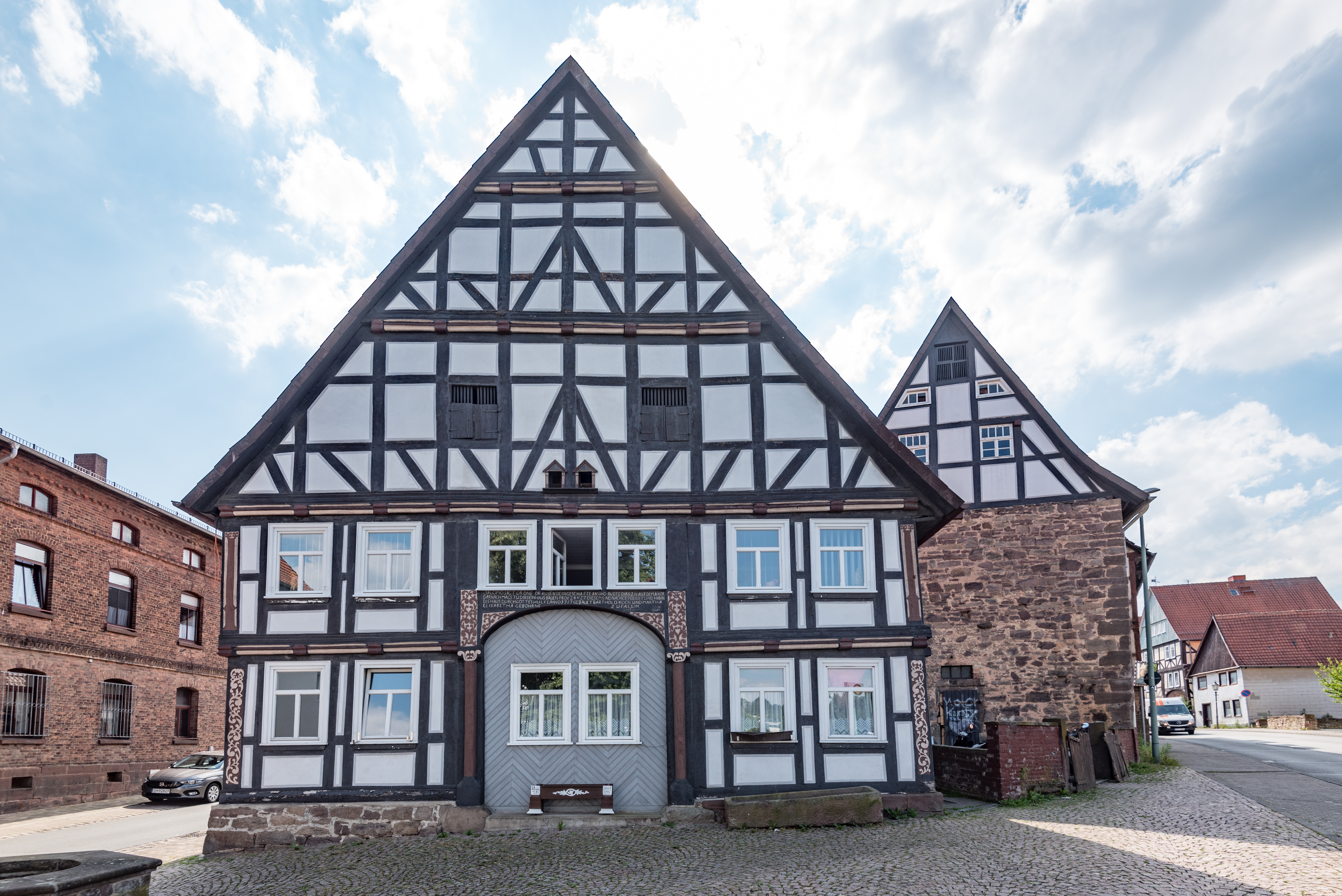
Fachwerkhaus Bahnhofstraße 14 in Grebenstein, dahinter der ehemalige Getreidespeicher

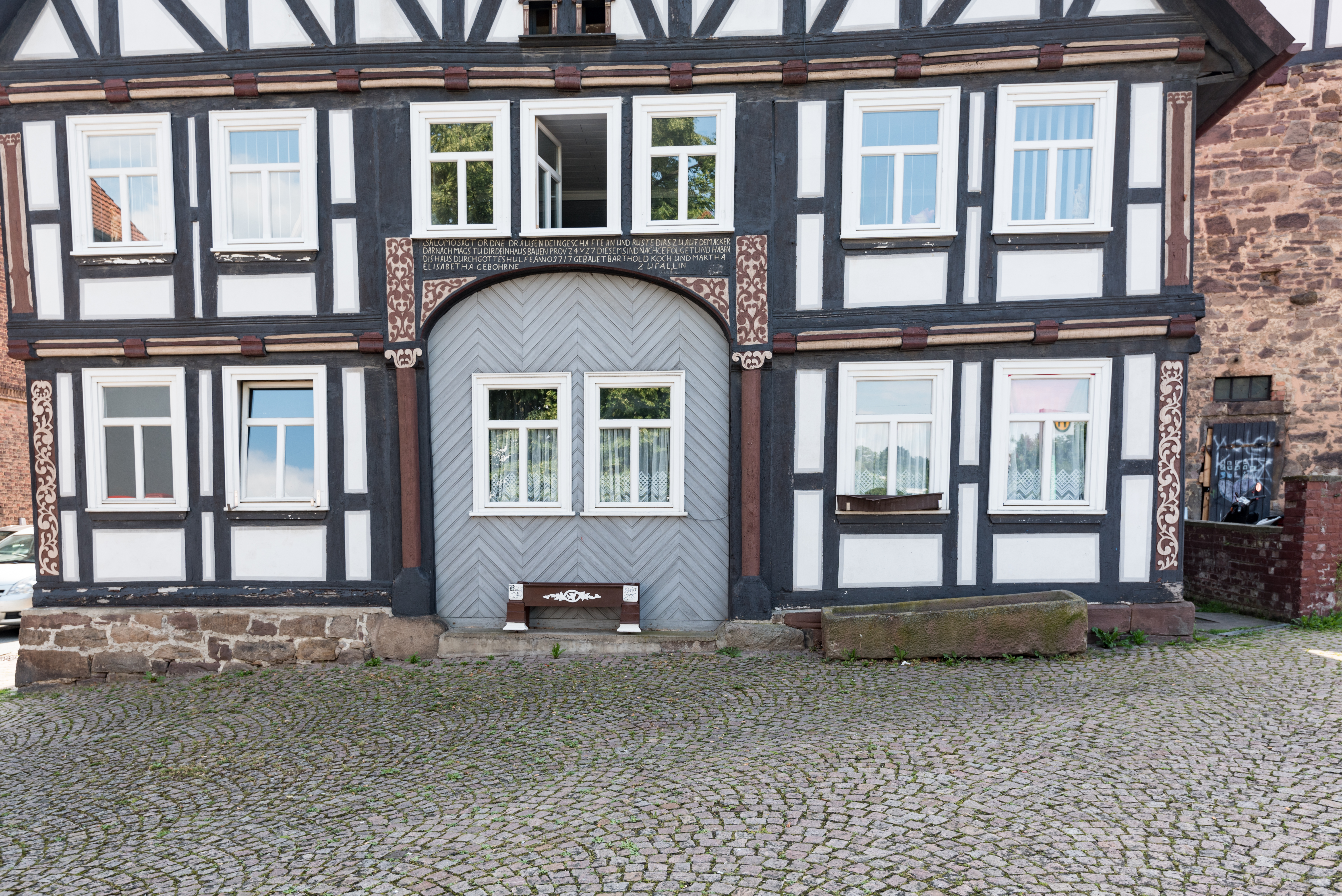
Dielentor

Das Gebäude Bahnhofstraße 14 in Grebenstein, einer Stadt im Landkreis Kassel in Nordhessen, wurde 1717 errichtet. Das Fachwerkhaus an der Einmündung zur Unteren Schnurstraße ist ein geschütztes Kulturdenkmal.
Der zweigeschossige Rähmbau mit gleich breiten Seitenschiffen entspricht dem Typ eines Längsdielenhauses. Das Fachwerk mit umlaufendem, profiliertem Quergebälk und Eckständer mit Schnitzornamentik hat noch seinen originalen Torrahmen mit Inschriftbalken, der mit geschnitzten Säulen und Ranken geschmückt ist.
Der dahinter anschließende Getreidespeicher aus dem späten Mittelalter in Bruchsteinmauerwerk hat gotische Portal- und Fenstergewände. Das Satteldach mit Fachwerkgiebel stammt aus neuerer Zeit.